# De Stijl (kunst)
 For alternative betydninger, se De Stijl. (Se også artikler, som begynder med De Stijl)
De Stijl (nederlandsk: Stilen) var en kunstnerisk bevægelse i 1920'erne, der bl.a. bestod af Piet Mondrian, Theo van Doesburg og Gerrit Rietveld. Bevægelsen talte både malere, billedhuggere, arkitekter og forfattere.
Bevægelsen blev stiftet i Leiden i 1917. Gennem anvendelse af elementære former i kunsten, særligt kuber, vertikaler og horisontaler, i kombination med en streng asymmetri, søgte man at udtrykke et nyt utopisk ideal, der bestod af spirituel harmoni og orden. Bevægelsen var antiindividualistisk, antiekspressionistisk og efterstræbte objektivitet. Kunstværkernes formsprog er rent abstrakt og universelt, og man anvendte kun primærfarverne blå, rød og gul samt sort, hvidt og gråt.
I 1931 blev De Stijl en del af den internationale kunstnersammenslutning Abstraction-Création, og i 1945 blev denne til sammenslutningen Réalités Nouvelles.
Stifterne udgav et tidsskrift af samme navn som bevægelsen, der udtrykte deres idéer om harmoni og balance såvel i kunsten som i livet og samfundet generelt. Tidsskriftet fik stor betydning for avantgardekunsten og for den senere udvikling indenfor arkitektur, kunsthåndværk, design og typografi. 
Bauhaus-bevægelsens idéer er beslægtede med De Stijl.